# Francesco Zappa (album)
Francesco Zappa je hudební album amerického kytaristy Franka Zappy, vydané v roce 1984. Album je pojmenované po italském skladateli Francescu Zappovi.

## Seznam skladeb
Všechny skladby napsal Francesco Zappa a nahrál Frank Zappa na Synclavier.

### Strana 1
1. "Opus I: No. 1 First Movement: Andante" – 3:32
2. "No. 1 2nd Movement: Allegro con brio" – 1:27
3. "No. 2 1st Movement: Andantino" – 2:14
4. "No. 2 2nd Movement: Minuetto grazioso" – 2:04
5. "No. 3 1st Movement: Andantino" – 1:52
6. "No. 3 2nd Movement: Presto" – 1:50
7. "No. 4 1st Movement: Andante" – 2:20
8. "No. 4 2nd Movement: Allegro" – 3:04
9. "No. 5 2nd Movement: Minuetto grazioso" – 2:29
10. "No. 6 1st Movement: Largo" – 2:08
11. "No. 6 2nd Movement: Minuet" – 2:03

### Strana 2
1. "Opus IV: No. 1 1st Movement: Andantino" – 2:47
2. "No. 1 2nd Movement: Allegro assai" – 2:02
3. "No. 2 2nd Movement: Allegro assai" – 1:20
4. "No. 3 1st Movement: Andante" – 2:24
5. "No. 3 2nd Movement: Tempo di minuetto" – 2:00
6. "No. 4 1st Movement: Minuetto" – 2:10